# Pierre Vincent
Pierre Vincent (ur. 20 lutego 1992) – francuski lekkoatleta specjalizujący się w biegach sprinterskich.
W 2011 został wicemistrzem Europy juniorów w biegu na 200 metrów. Trzy lata później wszedł w skład francuskiej sztafety 4 × 100 m, która zdobyła brązowy medal mistrzostw Europy w Zurychu.
Złoty medalista mistrzostw Francji.

## Rekordy życiowe
- Bieg na 100 metrów – 10,40 (2015)
- Bieg na 200 metrów (stadion) – 20,54 (2014)
- Bieg na 200 metrów (hala) – 21,09 (2014)